# Nervios

Un mapa de la Galia en el, mostrando la posición relativa de la tribu de los nervios.

Los nervios (en latín, Nervii) fueron una de las tribus belgas más poderosas, situada al este del río Escalda, en el norte de la Galia, durante el siglo I a. C. Se conoce que anduvieron largas distancias para involucrarse en varias guerras y funciones. Durante la campaña militar romana del siglo I para cruzar el río Sabis, los espías nativos de Julio César de entre los remos afirmaron que los nervios eran los más alejados de los belgas. Estrabón escribió que los nervios eran de origen germánico. Tácito, en su libro Germania, dijo que en su tiempo los nervios creían que su ascendencia germánica los distinguía de la debilidad de los galos. Basándose en unas pocas fuentes literarias, pocas de las cuales eran relatos de primera mano, los etnógrafos del siglo XIX y sus herederos intelectuales han intentado hacer un mapa etnográfico de la región hoy cubierta por el extremo norte de Francia y de Bélgica. Los restos materiales de la cultura de La Tène tardía en la región no arrojan luz sobre afiliaciones lingüísticas, sino la metalurgia de Bavay, la principal ciudad de los nervios, en el período romano inmediatamente posterior, donde no se importa ni muestra tampoco inspiración romana, sino gala.
En el siglo III, la segunda cohorte de nervios ocupó el castrum de Whitley Castle, en el norte de Britania y dedicaron un templo al emperador Caracalla.